# Kristian Sommer Thygesen
Kristian Sommer Thygesen (1976, Aarhus) er en dansk fysiker, dr.techn. og professor i fysik ved Institut for Fysik på Danmarks Tekniske Universitet (DTU) Han forsker i teoretisk nano- og materialefysik. Han har bl.a. opbygget verdens mest omfangsrige bibliotek over todimensionelle materialer.
Thygesen gik på gymnasiet på Herning Gymnasium, og blev siden uddannet civilingeniør fra DTU. Han læste en ph.d. på Institut for Fysik, som han færdiggjorde i 2005. I 2017 blev han dr.techn. med en afhandling om todimensionelle materialer.
Han har medvirket til over 150 videnskabelige artikler.
Han modtog EliteForsk-prisen i 2019.